# Urban Reign
Urban Reign (アーバンレイン) é um jogo de beat 'em up desenvolvido e publicado pela Namco para o PlayStation 2. Ele apresenta 60 personagens para acomodar seu modo multijogador para quatro jogadores, dois dos quais são Marshall Law e Paul Phoenix da série Tekken da Namco.

## História
O jogo conta a história de Brad Hawk, um lutador de aluguel, contratado para encontrar um membro de uma gangue que foi sequestrado na cidade de Green Harbor, nos EUA. Para isso, ele conta com a ajuda de Shun Ying Lee, uma espadachim habilidosa que ele conhece logo de cara na cidade. No decorrer do caminho, Brad acaba descobrindo que William Bordin, o prefeito da cidade, é corrupto. Esse, ao ter conhecimento do incômodo que Brad vêm causando, opta por contratar assassinos profissionais para detê-lo.

## Jogabilidade
O jogo apresenta diversos personagens com diferentes estilos de luta (como kung fu, karatê, capoeira, muay thai, luta livre, briga de rua e até luta clássica - como a dos samurais). Cada personagem possui diversas sequências de golpes, representadas pelo botão de ataque (bola) - e o golpe é alterado de acordo com o botão direcional que o jogador pressione. Se o botão de ataque for apertado isoladamente, o lutador irá proferir um golpe. Se o jogador segurar para esquerda/dir. será outro ataque, outro quando se aperta para baixo, e outro para cima. O mesmo serve para os agarramentos, em triângulo, podendo-se pegar o inimigo também no ar. Para esquivar, usa-se o quadrado. Além disso, se o jogador pressiona para cima ou para baixo no direcional na mesma hora que se esquiva, seu personagem irá reverter o ataque para o inimigo, se possível. Mesmo quando encurralado por vários inimigos, é possível se esquivar de todos os ataques normais. Só não dá pra se esquivar dos agarramentos duplos. Para correr pressiona-se o botão "X". Se o jogador correr para a frente do inimigo, o lutador irá realizar um agarramento.
Há também os "golpes especiais". Eles podem ser utilizados com o auxilio de dois botões (ataque + agarramento, representados por bola e triângulo). Estes movimentos não podem ser bloqueados, esquivados ou revertidos. A única coisa que detém um golpe especial é outro golpe especial. Os personagens têm um "medidor de artes especiais", que deve estar em um determinado nível para o movimento funcionar. E a regra segue a mesma: Pra cima + ataque/agarramento é um golpe, pra baixo é outro, e pra esquerda/dir. é outro.
O jogador tem a liberdade de se mover no ambiente, como pegar armas, atirar objetos,  bloquear golpes e dar instruções aos parceiros.
São 100 missões no decorrer do jogo. A forma como o mesmo impõe a injustiça, tendo o jogador que lutar com até cinco personagens (às vezes armados) sem a menor piedade, lhe instiga a se utilizar do raciocínio lógico, fazendo-lhe criar estratégias que vão além da força bruta.
Não é possível, pelo menos inicialmente, que dois jogadores "zerem" no modo Story, a não ser por um "código" ou após o jogo ser zerado pela primeira vez (o jogo inclui modos de jogo de ação multiplayer, incluindo brigas de quatro jogadores). 
Todos os personagens que aparecem no decorrer das 100 missões, podem ser destravados e selecionados no modo Multiplayer e no "Free Mode". E, descontando a arma de fogo usada por Bordin na última missão, todas as armas podem ser destravadas também.

## Personagens

### Protagonistas
Brad Hawk: Um lutador de aluguel profissional, de história desconhecida. No jogo, ele é contratado por Shun Ying Lee para resgatar um garoto que foi sequestrado por uma gangue na cidade de Green Harbor, nos EUA. Ao tentar obter informações, acaba por descobrir toda a corrupção acerca da cidade e de seu prefeito, William Bordin.
Shun Ying Lee: É uma lutadora de Kung-Fu e espadachim, líder de uma gangue chinesa. Também é a administradora da Chinatown de Green Harbor. Esse posto foi passado a ela por seu pai, que era líder das Tríades Chinesas. Ao saber do desaparecimento de um garoto na cidade, contrata Brad para que este investigue o caso e resgate o mesmo. É fisicamente fraca, mas quando impõe sua espada torna-se bastante perigosa.
Dwayne Davis: Um lutador de 32 anos de idade que adota um estilo de luta chamado Rush, que consiste em golpes que misturam o boxe e a Luta-livre. Depois de perder sua família quando ainda era jovem, passou a viver nas ruas, onde formou sua gangue, chamada The Zaps, considerada como a mais perigosa de Green Harbor. Após um de seus membros mais próximos, um garoto de 20 anos a quem chamam de KG, desaparecer, Dwayne desconfiou que Shun Ying e sua gangue chinesa o teriam sequestrado, e, após saber que um lutador profissional desconhecido havia sido contratado por ela, começou a empregar outros profissionais, tanto da briga de rua quanto de outras técnicas de luta, para contra-atacar e descobrir toda a verdade acerca do desaparecimento de KG.
Glen Kluger : Líder de uma gangue de motoqueiros chamada Hell's Legion. É contratado por Dwayne e sua gangue para deter Brad. Após ser vencido algumas vezes, passa a lutar ao lado do mesmo para enfrentar outros assassinos durante o jogo.
Jake Hudson: Assim como Brad, também é lutador de aluguel, porém sua especialidade é a Luta-livre. Na verdade, passou a sê-lo depois de desistir de sua carreira por causa de uma lesão. Também é contratado por Dwayne para derrotar Brad, mas depois de algumas derrotas passa a ser parceiro do mesmo no jogo.
Tong Yoon Bulsook : Um ex-campeão tailandês da arte do Muay Thai. Embora seja um lobo solitário, recentemente tem se envolvido com gangues, devido aos tempos difíceis. Também foi contratado por Dwayne para derrotar Brad, mas vira parceiro de luta do mesmo após ser vencido algumas vezes também.
Kadonashi Shotaro: Um karateca faixa-preta que, em busca do ''Sonho Americano'', viajou para os EUA para abrir seu próprio dojô em Green Harbor. Também foi contratado para derrotar Brad, mas une-se ao mesmo após ser derrotado algumas vezes.
Grimm: Um ex-lutador de boxe que já tomou posição no ranking mundial. Também começou a praticar Luta-livre. Possui uma academia chamada Westside Gym, e também é líder de uma gangue de boxeadores, que também leva esse nome. Grimm é bastante forte e agressivo, e utiliza técnicas que envolvem tanto o boxe em si quanto a luta de rua. É contratado para derrotar Brad, mas passa a lutar ao lado do mesmo depois de algumas derrotas.
Chris Bowman: Um praticante da arte da Capoeira que cresceu em uma família de classe média. Não tolera ser ridicularizado por causa de sua classe social, e por isso perde a paciência se alguém desrespeitá-lo, podendo ser muito violento quando usa suas técnicas. Seu estilo de Capoeira é muito autêntico, pois mistura a ele acrobacias e também um pouco de ginástica. Tem uma irmã, chamada Kelly, que também é capoeirista. No jogo, Chris também é contratado, mas não por Dwayne, e sim por Napalm 99 e sua gangue, para derrotar Brad, visto que suas habilidades e sua rapidez seriam muito úteis para tal. Porém, passa a também lutar ao lado do mesmo depois de alguns fracassos.
Dae-Suk Park : É um lutador que tem o Tae Kwon-Do como base de luta. Park possui um estilo gótico, com cabelos compridos brancos e roupa toda preta. É solitário, tranquilo e sempre gosta de agir sozinho. Pouco se sabe sobre sua história, fazendo dele um dos lutadores mais misteriosos do jogo. Seu arsenal de chutes é bastante aprimorado, trazendo perigo aos adversários. Por isso, Napalm 99 aproveitou-se das habilidades dele para tentar dar um fim às ações de Brad. No entanto, Park também acaba passando para a equipe de Brad depois de ser derrotado algumas vezes.
Alex Steiner: Conhecido como "Senhor Popular" de Green Harbor, Alex construiu sua força através do Futebol americano e da Luta-livre em seus anos escolares. Apesar disso, ele também tem uma experiência em luta de rua. Seu estilo é bem diferente do de Jake, principalmente porque Alex utiliza, nas lutas, mais força bruta e energia do que técnica, fazendo dele um oponente muito perigoso tanto na luta armada quanto na desarmada. Por tal motivo, também foi contratado para derrotar Brad, e é o último a entrar na equipe do mesmo depois de ser derrotado algumas vezes.

### Antagonistas
Wiliiam Bordin: Apesar de não ser o mais forte, e nem praticar arte marcial alguma, Bordin é o principal antagonista da série. É o prefeito da cidade de Green Harbor, e quando toma conhecimento de que um lutador de aluguel chamado Brad vem causando problemas na mesma, passa a contratar diversos membros de gangues e assassinos profissionais para detê-lo. Isso porque ele sabe que Brad vêm colhendo informações importantes quanto à sua conduta corrupta.
Shinkai: É um mestre na arte do Karatê, mas também utiliza da luta de rua nos combates. Porém, a sua principal arma é sua espada, a Shinkai Katana, que é conhecida por ser a mais mortal no jogo. Quando está em suas mãos, ela é capaz de desferir golpes fortíssimos no oponente, e às vezes pode derrotar o mesmo em apenas três movimentos. Shinkai também é líder de um grupo de assassinos samurais, chamado Mushin-Kai, contratados por Bordin para dar um fim aos problemas que Brad tem causado na cidade.
Lin Fong Lee: É o irmão mais novo de Shun Ying, e também é filho do líder das Tríades Chinesas. Depois que sua irmã foi escolhida para ser a nova administradora da Chinatown de Green Harbor, Lin Fong ficou furioso, pois era ele quem deveria sê-lo, e por esta causa começou uma rivalidade com ela. Como soube que ela era líder de uma gangue, decidiu também criar a sua, e a chamou de Tin Jao, e desde então ele procura derrotar sua irmã e assumir o seu posto. Sendo muito implacável e cruel, é completamente o oposto de Shun Ying, sendo possível que ele mesmo tenha assassinado seu pai. Assim como ela, é um habilidoso espadachim, e pode se tornar tão perigoso quanto ela. Seu estilo de luta é uma mistura do Kenpo chinês e o Choy Lay Fut, uma ramificação do tradicional Kung Fu. No jogo, ele e sua gangue também foram contratados por Bordin para deter as ações de Brad.
Golem: Um verdadeiro monstro. É o maior lutador do jogo, medindo 2,07 m e pesando 158 Kg. Golem acabou sendo banido da Luta-livre por ter matado um oponente durante um combate, e por isso passou a viver nas ruas, onde sua força bruta além da conta lhe proporciona ataques fortíssimos contra seus oponentes, e por causa do seu tamanho, tem muita resistência a golpes. Esse aspecto faz com que ele seja o lutador mais difícil de enfrentar, uma vez que, no jogo, qualquer outro lutador, inclusive Brad, leva muito tempo para derrotá-lo. Golem também foi contratado por Bordin para deter Brad, visto que ele seria um oponente imbatível. No jogo, além da força, o gigante utiliza também um machado vermelho para facilitar as coisas, tornando-o ainda mais perigoso. Nota-se que esse monstro é completamente desprovido de qualquer sentimento de orgulho e humanidade.
Napalm 99: É outro monstro do jogo, um gigante cruel e destruidor. Napalm 99 é o líder de um grupo de brutamontes chamado The Outlaws, no qual todos os integrantes têm seus ''nomes'' compostos por duas letras e dois números. Ele defende a política radical, e por isso se aproveita da violência e de outras formas de distúrbios sociais para trazer o caos à cidade. Também foi contratado, juntamente com seu grupo, pelo prefeito Bordin para pôr um fim às ações de Brad. Assim como Golem, também é um oponente muito difícil de se derrotar, devido ao seu tamanho e sua força bruta.
Douglas McKinzie: Um lutador muito habilidoso, especialista em técnicas de submissão. Depois de ser expulso do exército por abandonar seu posto (má conduta), formou uma gangue chamada Shadow Platoon. Esse grupo é famoso por seu bom arsenal de golpes, que envolvem tanto a luta de rua quanto as técnicas de submissão. McKinzie é um grande fã da força bruta e do caos, e sempre está pronto para atender aos pedidos de assassinatos e extermínios. Tal disposição levou o prefeito Bordin a contratá-lo para matar Brad e tornar a cidade de Green Harbor um local de medo e destruição. É bastante forte e também é um dos oponentes mais difíceis de derrotar no jogo. Assim como Golem e Shinkai, também possui uma arma que o torna ainda mais brutal: uma faca enorme, que usa na maior parte das lutas. Tal objeto lhe dá ainda mais chances de vencer o combate, pois é muito habilidoso com ela, capaz de oferecer altos danos ao oponente.

### Outras Personagens
Vera Ross: É uma ex-lutadora, praticante da Luta-livre. Foi namorada de Jake Hudson no colegial. Quando os dois estão lutando juntos, quem estiver ao redor deve estar atento, pois nunca se sabe o que podem fazer com o(s) oponente(s).
Kelly Bowman: É a irmã mais nova de Chris Bowman, e também é capoeirista. Ela herdou de seu irmão o aspecto impertinente e a combatividade. Apesar de ter uma boa aparência, Kelly anda preocupada, pois acha que nunca irá encontrar um namorado.
Lillian Evans: Uma lutadora de Kung-Fu que mora em Chinatown, e é companheira de Shun Ying, a quem ela considera como sua irmã mais velha. Lillian se comprometeu a um treinamento rigoroso diário para se tornar tão forte quanto sua ''irmã''.
- Quem também marca presença são os lutadores Paul Phoenix e Marshall Law, ambos membros da clássica franquia Tekken, também da Namco.

## Modalidades
Após o jogo ser zerado pela primeira vez, o menu principal apresentará algumas novas modalidades. 
Free Mode: O  Free Mode reapresenta todas as missões do modo “Story” em três sessões. Mas, desta vez, o jogador é avaliado pelo seu desempenho em cada uma delas, e é classificado em rankings. O ranking S é a nota máxima, e o “D”, a mínima. A modalidade serve também para destravar os personagens secretos, como Shinkai, Golem e Napalm 99, assim como as armas dos mesmos (a katana de Shinkai, a faca de McKinzie e o machado de Golem, por exemplo). No Free Mode é possível que, nas missões em parceria, dois jogadores vençam o jogo, mas com o auxílio de uma manha (código). Depois de destravados,  todos os personagens podem ser selecionados nessa modalidade do jogo.
Biografias: É uma opção do jogo que contém informações detalhadas de todos os personagens - como a altura, o peso e a arte marcial que cada um pratica, além de uma minibiografia.  
Challenge: O Challenge é uma opção  de diversão em que um ou mais jogadores participam de um tipo  de torneio. Pode ser o jogador contra um, dois ou três inimigos. E pode-se optar por duas duplas (o jogador mais um personagem controlado pelo computador ou por outro jogador contra dois personagens controlados pelo computador). Nesta opção, todos os personagens podem ser selecionados se já destravados.